# Somme-Arne
Pour les articles homonymes, voir Somme et Arne.
Somme-Arne était un village de Champagne qui fut détruit en 1650.

## Géographie
Somme-Arne se situait à l'immédiate proximité de Saint-Étienne-à-Arnes. Le cadastre de Saint-Étienne-à-Arnes de 1819 en indique l'emplacement .

## Histoire
Le village était du ressort du bailliage de Reims alors que Saint-Étienne-à-Arnes était de la prévôté de Rethel, soumise à la coutume de Vitry.
Il fut ravagé au cours de la bataille de Rethel et ne fut jamais reconstruit. Son ban fut incorporé à celui de Saint-Étienne-à-Arnes.

### Les causes du déclin
Il s'est passé ce que Jean-Marie Pesez et Emmanuel Le Roy Ladurie envisagent dans la même situation pour Gerson : « des déplacements de village à village, déplacements à sens unique qui finissent par vider une localité au profit de sa voisine, ce qui s'est passé pour Gerson abandonné au profit de Barby. […], Gerson suivait la coutume de Reims, alors que tous les villages voisins et notamment […] Barby, ne connaissaient que la commune de Vitry. […]. Or il n'était pas indifférent d'appartenir à l'une ou l'autre circonscription. La coutume de Reims passait pour plus sévère […], on exigeait notamment des droits de lods et ventes ignorés des villages du bailliage voisin. »
En plus des ravages exercés par l'aristocratie frondeuse, la disparition de Somme-Arne serait donc due, aussi, aux exactions fiscales des seigneurs. Il suffisait de rebâtir quelques centaines de mètres plus loin pour changer de régime fiscal.

### Le passé qui ne passe pas
En 1819, le géomètre qui fait le relevé du premier cadastre de Saint-Étienne identifie le lieu où s'élevait ce village.
En 2006, la commune de Saint-Étienne a baptisé la rue en face du cimetière communal, « rue de Somme-Arne ».